# Berm (strook)

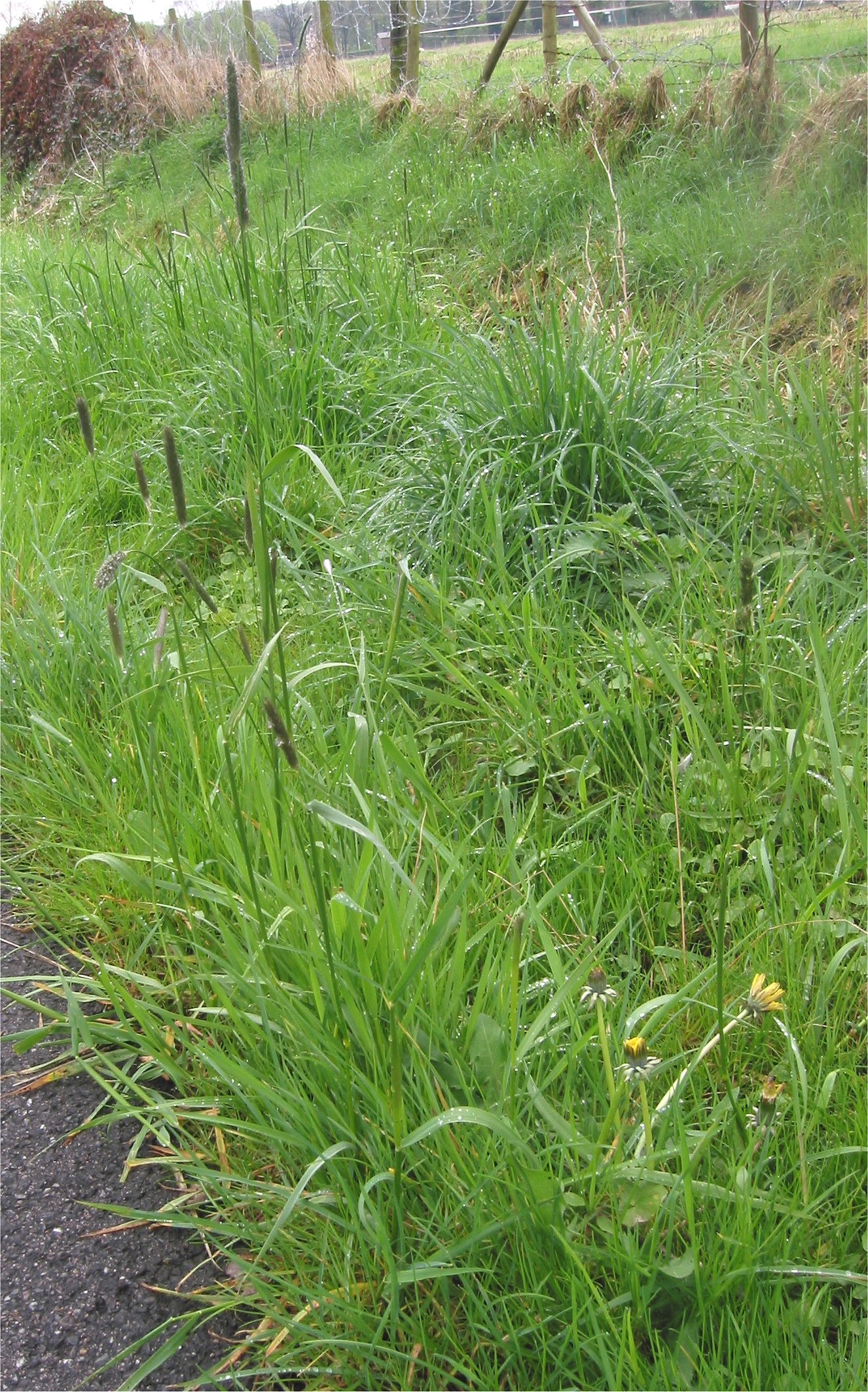
Slootberm langs fietspad

Een berm of wegberm is een strook grond langs een weg, die meestal jaarlijks eenmaal of enkele malen wordt gemaaid en die begroeid is met grasachtige en kruidachtige planten. Vaak zijn bermen ook beplant met bomen; men spreekt dan van een laan of een allee (met een dubbele rij bomen aan weerszijden). Ook is de berm soms verhard met behulp van grasbetonblokken. Bermen worden gerekend tot de lintvormige landschapselementen.
Een middenberm is meestal aanwezig bij autosnelwegen om de rijbanen van elkaar te scheiden.

## Geschiedenis
Vroeger verplaatsten mensen zich voornamelijk over smalle voetpaden en onverharde wegen door het landschap. In bepaalde heideterreinen kan men nog prehistorische paden ontdekken die door het veelvuldig gebruik zijn uitgestoven en zodoende een golvend patroon veroorzaken. In natte stukken of veengebieden werden de paden verhoogd of werden knuppelpaden aangelegd. Langs paden door bosrijke gebieden werden de bomen en struiken teruggedrongen en zo ontstonden de eerste bermen.
Brede, met bomen beplante bermen ontstonden in het hertogdom Brabant in de feodale tijd. Toen er vergaande ontbossing dreigde als gevolg van een te groot houtverbruik stelde de hertog van Brabant het voorpootrecht in. Dit hield in dat de eigenaar van een perceel dat grensde aan een openbare weg, bomen mocht planten op de wegberm voor zijn perceel. Omdat in de loop der eeuwen steeds meer dorpen het voorpootrecht verkregen, telde Brabant ten slotte veel wegen met brede bermen die beplant waren met bomen. Het 'populierenlandschap' in de meierij 's-Hertogenbosch dankt zijn ontstaan aan deze ontwikkeling. 
In Zeeland bestaat ook het recht tot beplanting van wegen. Dat is een oud zakelijk recht dat de eigenaar ervan toe staat bomen en andere beplantingen te hebben op een berm die eigendom is van een ander. Het recht hangt samen met het recht van etting (een weiderecht), maar moet onderscheiden worden van het voorpootrecht, dat een andere oorsprong en inhoud heeft.
Naarmate de bevolkingsdichtheid toenam, werd het op paden en wegen drukker. In de jaren 1830 begon de overheid met het verharden van de wegen, eerst de rijks- en provinciale wegen, later ook gemeentelijke wegen. In die tijd is men ook overgegaan tot het planmatig inrichten van bermen. Het onderhoud van de bermen gebeurde door agrariërs: het vee graasde in de bermen of de bermen werden gemaaid waarna het maaisel aan het vee werd gevoerd.
Na de jaren 1950 werd de kwaliteit van het maaisel niet meer gewaardeerd door de agrariërs. Bovendien werd, door toename van het aantal wegen en dus bermen, het kleinschalige beheer door agrariërs economisch onaantrekkelijk. Voor het onderhoud werd toen overgegaan tot klepelen. Dat gebeurde zeven tot twaalf keer per jaar wat zorgde voor eenzijdige begroeiing. In deze tijd werden de Nederlanders ook mobieler, het zogenaamde bermtoerisme ontstond. Hele gezinnen trokken eropuit om in de berm te picknicken. In de jaren 1970 pleitte professor Piet Zonderwijk, van de Universiteit van Wageningen, voor het maken van 'bonte bermen'. Halverwege de jaren 1970 werd het ecologisch beheren van bermen langs rijkswegen en uiteindelijk ook andere wegen staand beleid.

## Functies
De hoofdfunctie van een moderne berm is de wegenbouwkundige functie. Een berm geeft steun aan het weglichaam en dient als reserveruimte voor een eventuele verbreding van de weg. De tweede functie is de verkeerskundige functie. Een berm biedt plaats voor straatmeubilair, zoals reflectorpaaltjes, bewegwijzering. Om het wegmeubilair zichtbaar te houden moet er regelmatig worden gemaaid. Een berm is verkeersgeleidend en dient als uitwijkplaats in noodgevallen. Een berm kan verder dienen als opslagplaats voor materiaal en materieel bij werkzaamheden, zodat deze niet extra verkeersbelemmerend zijn. Daarnaast zijn er civieltechnische nevenfuncties, zoals plaats bieden aan het ingraven van kabels en leidingen. Een berm kan in sommige gevallen dienstdoen als waterkerende kade en een berm dient voor de buffering en het afvoeren van regenwater met de daarin meegevoerde stoffen.
Bermen worden gebruikt voor een harmonieuze inpassing van wegen in het landschap. Een goed ontwikkelde berm, met een begroeiing van bomen en een diversiteit aan andere planten zorgt voor een positieve belevingswaarde. Niet alleen voor een wandelende of fietsende recreant, maar ook voor een automobilist en zijn passagiers.

## Milieu

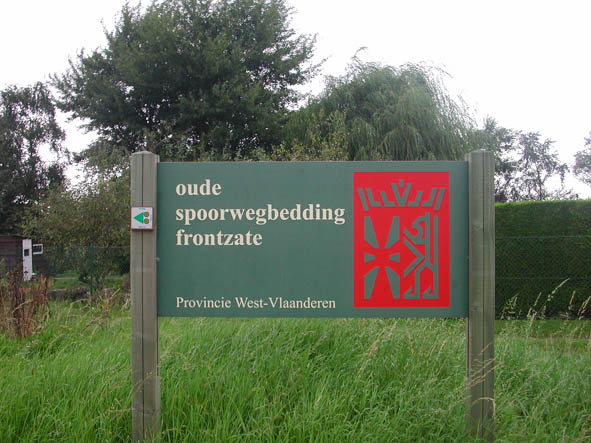
Oude spoorwegbedding Frontzate

Bermen zijn van belang voor flora en fauna. Door de intensieve bemesting in de landbouw zijn veel planten, die van oligotrofe tot mesotrofe milieus houden, zeldzaam geworden, een aantal soorten zo zeldzaam geworden dat extra bescherming noodzakelijk is (rode lijstsoorten). Een voedselarme berm is vaak de laatste plaats waar deze soorten zich kunnen handhaven. Circa de helft van de ongeveer 1450 Nederlandse plantensoorten komen in wegbermen voor, 15% van deze soorten in staan op de rode lijst.
Lintvormige beplantingen, zoals bermen, hebben voor veel dieren een geleidende functie. Een berm kan de verbindingszone vormen tussen het voedselgebied en het leefgebied en/of het overwinteringsgebied en het voortplantingsgebied van dieren. Als een ecologisch beheerde berm binnen de ecologische hoofdstructuur ligt, kan deze daar van belangrijke toegevoegde waarde zijn.
Ook voor paddenstoelen vervullen bermen een belangrijke functie, met name als ze met bomen beplant zijn. De bomen nemen voedingstoffen op uit de bodem die met de bladeren in de herfst grotendeels weer wegwaaien waardoor de bodem een beetje verarmt. Door jaarlijks maaien en afvoeren van de vegetatie wordt dit proces van bodemverarming nog versterkt. Hierdoor bieden bermen een toevluchtsoord voor stikstofgevoelige soorten, die vanaf de jaren 1960 door stikstofdepositie uit de atmosfeer sterk achteruit zijn gegaan. Een goed bermbeheer is cruciaal voor deze paddenstoelen. Verschralingsbeheer door maaien en afvoeren is goed voor de natuur en voor de verkeersveiligheid.

### Voorbeeld
Wanneer het maaibeheer van bermen op een ecologische manier wordt uitgevoerd, kunnen bermen een belangrijke bijdrage leveren aan de biodiversiteit. Zo bleken in 2020 na twintig jaar ecologisch beheer langs de Brusselse Ring negen plantensoorten uit de Vlaamse Rode Lijst te staan, waaronder vijf soorten orchideeën.